# Ceraleurodicus
Ceraleurodicus is een geslacht van halfvleugeligen (Hemiptera) uit de familie witte vliegen (Aleyrodidae), onderfamilie Aleurodicinae.
De wetenschappelijke naam van dit geslacht is voor het eerst geldig gepubliceerd door Hempel in 1922. De typesoort is Ceraleurodicus splendidus.

## Soorten
Ceraleurodicus omvat de volgende soorten:
- Ceraleurodicus assymmetrus (Bondar, 1922)
- Ceraleurodicus duckei Penny & Arias, 1980
- Ceraleurodicus hempeli Costa Lima, 1928
- Ceraleurodicus keris Martin, 2004
- Ceraleurodicus neivai (Bondar, 1928)
- Ceraleurodicus splendidus Hempel, 1922
- Ceraleurodicus varus (Bondar, 1928)